# Britton (Dakota del Sud)
Britton è un centro abitato (city) degli Stati Uniti d'America, situato nella contea di Marshall nello Stato del Dakota del Sud, della quale è capoluogo. La popolazione era di 1,241 persone al censimento del 2010.

## Storia
Britton venne fondata nel 1884 come uno stop della Chicago, Milwaukee, St. Paul and Pacific Railroad. Nel 1885, la città è stata designata come capoluogo della neonata Contea di Marshall. Ha ricevuto il grado di città nel 1906. La città prende il nome da Isaac Britton, un funzionario delle ferrovie.

## Geografia fisica
Britton è situata a 45°47′34″N 97°45′10″W (45.792817, -97.752912).
Secondo lo United States Census Bureau, ha un'area totale di 0,73 miglia quadrate (1,89 km²).

## Società

### Evoluzione demografica
Secondo il censimento del 2010, c'erano 1,241 persone.

### Etnie e minoranze straniere
Secondo il censimento del 2010, la composizione etnica della città era formata dal 97,8% di bianchi, lo 0,5% di afroamericani, lo 0,7% di nativi americani, lo 0,1% di asiatici, e lo 0,9% di due o più etnie. Ispanici o latinos di qualunque razza erano l'1,1% della popolazione.